# The Town with No Name
The Town with No Name, también distribuido como Town with No Name, es un juego de aventura y acción point-and-click desarrollado por Delta 4 en 1992 para la Commodore CDTV. Una versión para MS-DOS fue lanzada en 1993.

## Trama
En la frontera americana, un viajero conocido como «el hombre sin nombre» se baja de un tren en la estación afuera del pueblo sin nombre. Al llegar al pueblo, es confrontado por un hombre armado. Cuando el protagonista lo mata, otro hombre sin nombre con un cigarro le revela que el atacante era el hermano más joven del malvado Eb, el líder de la pandilla Hole-in-the-Head, e insinúa que Eb mandará a sus bandidos tras él. El protagonista explora cada lugar del pueblo, interactuando con los residentes o jugando minijuegos, y enfrentándose a menudo con miembros de la pandilla tras salir de los lugares.
Luego de matar a todos los forajidos, el hombre sin nombre se enfrenta al mismísimo Eb, a quien solo le dispara al sombrero. Eb, habiendo soltado su arma por la sorpresa y aceptando la derrota, le pide al protagonista que lo mate, creyendo que es alguien llamado Billy-Bob, a quien había desafiado previamente a un duelo. El hombre sin nombre explica que él no es Billy-Bob, y que vino al pueblo para encontrarse con su hermana, creyendo que se encuentra en el pueblo de Dodge Gulch. Eb le dice que Dodge Gulch se encuentra en otra estación a 20 millas. El protagonista le perdona la vida a Eb por su malentendido mutuo, y los dos se vuelven amigos mientras van a la cantina por whiskey.
Para conseguir un final alternativo, el hombre sin nombre puede marcharse en el tren que lo trajo al pueblo en cualquier momento antes de su encuentro con «Wildcard» Willy McVee en la cantina. Cuando el tren está por partir, un pequeño niño le grita «¡regresa, Shane!», haciendo que el protagonista le dispare y le diga que su nombre no es Shane, antes de que el tren salga volando hacia el espacio exterior.

## Jugabilidad
La jugabilidad se divide en dos formas, un formato point-and-click con menús que contienen muchas opciones, seguido por escenas animadas breves basadas en las elecciones del jugador; y una interfaz con pistola de luz donde el jugador deberá dispararle a un objetivo antes de que le disparen a él, provocando un game over. Los minijuegos incluyen monte de tres cartas, persigue al as, y un juego de práctica de tiro donde el jugador debe hacer clic a un trago en movimiento que el bartender de la cantina desliza hacia el jugador para que lo atrape.
Los duelos contra los miembros de la pandilla suelen ser iniciados al entrar o salir de las estructuras. Sin embargo, el orden en el que se entre a las estructuras y las actividades que se puedan hacer adentro no afectan cuándo o en qué orden aparecen los bandidos; el jugador puede simplemente entrar y salir en cualquier combinación de estructuras y luchar contra los bandidos en la misma secuencia. La excepción tras matar a algunos bandidos en la calle es el encuentro necesario con «Wildcard» Willy McVee en la cantina; cualquier intento posterior de salir iniciará los últimos duelos, culminando en el enfrentamiento con el malvado Eb. El único duelo opcional es contra el inmortal Isaac, un lanzador de cuchillos escondido entre las sombras en una habitación de arriba de la cantina.
Si el jugador muere en cualquier momento, deberá volver a empezar desde el comienzo.

## Desarrollo
The Town with No Name fue concebido por Fergus McNeill, a quien se le ocurrió la idea cuando vio a un amigo con un par de botas de vaquero. Él explicó que «mi mente se volcó al género del Spaghetti Western». «Me rogaba que hiciera algo al respecto».

## Recepción
El juego ha tenido una recepción crítica muy negativa, incluyendo una D+ de Amiga Game Zone, un 35% de Amiga Format, y 3 de 10 estrellas de PC Review. Dave Winder de Amiga Computing fue más positivo, declarando que el juego «decepciona por su falta de jugabilidad duradera, pero los elementos interactivos y el hecho de que haya tanto humor y muchas secuencias ocultas lo hacen ser más que solo otro juego».
Las reseñas retrospectivas del juego señalaron su humor surrealista y falta de contenido percibida; mientras que Tanner Fox de Game Rant especuló acerca de las intenciones del desarrollador, opinó que era difícil saber si Delta 4 había concebido al juego como una parodia a propósito o no.